# 十二丁目氏
十二丁目氏（じゅうにちょうめし）は、日本の氏族。

## 出自
鎌倉時代から戦国時代の武士、稗貫氏の重臣伊藤右馬助裕光が、永禄の頃、稗貫郡（現 花巻市）十二丁目村の十二丁目上館に居住した際に、在名による氏と伝える。
工藤駿河守維景の子孫伊東次郎入道祐親を遠祖と伝える。天文24年（1555年）、稗貫大和守義時の上洛の際の随臣として知られ、瀬川・根子氏と供に稗貫氏の重臣であった。
代々稗貫氏に仕え、のち本姓に復して伊藤右市之助を名乗り、永禄中に稗貫氏旗下の大迫氏が一揆の時、主家稗貫大和守広忠の軍に従い討死した。その後子孫は、天正18年豊臣秀吉の奥州仕置の時、主家稗貫氏没落に従い浪人となった。